# Guido II d'Alvernia
Guido d'Alvernia (verso la metà del XII secolo (1165 circa) – 1222), fu Conte d'Alvernia, dal 1195 sino alla sua morte.

## Origine
Guido, come ci viene confermato sia dalla Chronica Albrici Monachi Trium Fontium, che dallo storico, chierico, canonista e bibliotecario francese, Étienne Baluze, e dallo storico francese del XVII secolo, Christophe Justel, fu il figlio secondogenito del Conte d'Alvernia, Roberto IV e di Matilde di Borgogna, che secondo la Chronica Albrici Monachi Trium Fontium era la sorella del duca di Borgogna (Ugo III); quindi, come conferma la Histoire généalogique des ducs de Bourgogne de la maison de France, era figlia del duca di Borgogna, Oddone II, e di Maria di Blois(1128 – 1190), la figlia primogenita del conte di Blois, di Chartres, di Meaux e di Châteaudun, signore di Sancerre e Amboise, conte di Troyes e conte di Champagne, Tebaldo, come ci viene confermata anche dalla Chronica Albrici Monachi Trium Fontium e di Matilde di Carinzia, figlia del duca di Carinzia, Enghelberto, come ci conferma Orderico Vitale nel volume VI, libro XI del suo Historia Ecclesiastica, Libri tredicim; anche Guglielmo di Tiro, che è stato arcivescovo della città di Tiro, nell'odierno Libano, nel suo Historia rerum in partibus transmarinis gestarum, cita il duca Ugo III come figlio della sorella di Tebaldo V di Blois, mentre gli Annales S. Benigni Divionensis citano Ugo III di Borgogna come figlio della figlia del conte di Champagne, Tebaldo II (Hugo, dux Burgundie, filius filie comitis Theobaldi comitis Campanie).
Roberto IV, come ci conferma la Histoire généalogique de la maison d'Auvergne, tome 1, fu il figlio primogenito del Conte d'Alvernia, Guglielmo VIII e di Anna di Nevers che la Chronica Albrici Monachi Trium Fontium cita come madre di Roberto e sorella di Rinaldo di Nevers, figlia del Conte di Nevers, Guglielmo II e della moglie, Adelaide.

## Biografia

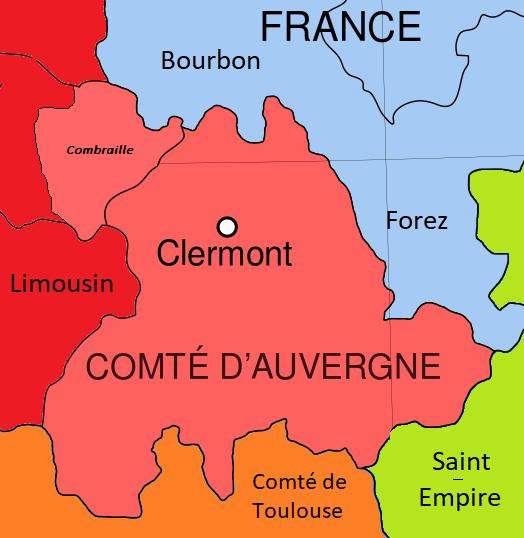
Contea d'Alvernia

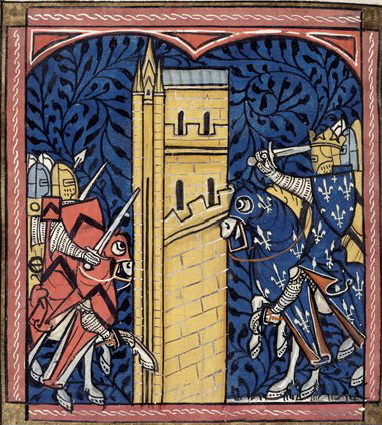
Guido II combatte il re di Francia, Filippo Augusto. Chroniques de Saint-Denis, British Library.

Del suo predecessore, il fratello, Guglielmo IX, si hanno scarse informazioni. Non si conosce l'anno esatto della sua morte; viene citato dalla Chronica Albrici Monachi Trium Fontium, nel 1199, in quanto fratello di Roberto, Vescovo di Clermont, assieme a Guido, che risulta già conte d'Alvernia; questa citazione viene riportata anche dal Baluze nelle Preuves de l'Histoire généalogique de la maison d'Auvergne, tome 2.
Suo fratello, Guglielmo, quindi morì prima di quella data, anzi, prima del 1198, anno in cui il fratello, Guido scrisse a papa Innocenzo III in qualità di conte d'Alvernia; gli succedette il fratello secondogenito, Guido, che era già conte d'Alvernia, nel 1195, sia secondo il Baluze, che secondo Christophe Justel.
Nel 1198, Guido inviò una lettera a papa Innocenzo III in cui si lamentava del comportamento del fratello, Roberto, Vescovo di Clermont, che commetteva soprusi e angherie sui suoi territori.
Il rapporto tra i due fratelli fu sempre tormentato, tanto che la loro madre, Matilde di Borgogna, per pacificarli, dovette intervenire, assieme al nipote, il duca di Borgogna, Oddone III, come ci viene confermato da un documento, datato 1199. Questi avvenimenti sono ricordati sia da Christophe Justel che dal Baluze.
In quel periodo, Guido aveva allacciato un buon rapporto col re d'Inghilterra, Riccardo Cuor di Leone, che lo portò ad una alleanza che continuò anche col successore di Riccardo, Giovanni Senza Terra.
Il rapporto col fratello Roberto continuò ad essere non molto buono, ma vi fu un periodo che tra i due fratelli vi fu una tregua, quando entrambi parteciparono alla Crociata albigese, nel 1207; al ritorno dalla crociata, nel 1209, Guido fece una donazione alla moglie, Petronilla, con l'approvazione del figlio primogenito, Guglielmo, come riporta il Baluze nelle Preuves de l'Histoire généalogique de la maison d'Auvergne, tome 2.
Nel giugno di quello stesso anno, Guido fece testamento, confermando suo erede nel titolo e nei beni della contea il primogenito, Guglielmo, destinando alcune decime e proprietà anche alla moglie e agli altri due figli maschi, Ugo e Guido.
Dopo che erano tornati dalla Crociata, il rapporto col fratello Roberto peggiorò nuovamente e Guido, nel 1209, fece catturare il fratello vescovo, si appropriò di Clermont, ed in seguito, cacciò Roberto dalla contea; la cattura e l'imprigionamento del fratello Roberto viene confermato da una lettera di papa Innocenzo III a Guido, che era minacciato di scomunica, dove gli chiede la sua liberazione.
Dopo questi avvenimenti il rapporto di Guido col re di Francia, Filippo Augusto, che si ergeva a difensore della Chiesa, peggiorò e divenne conflittuale.
Infatti nel 1210, l'esercito reale al comando del signore di Borbone, Guido di Dampierre, invase la contea d'Alvernia, conquistandola; la conquista terminò nel mese di dicembre del 1213, con l'assedio e la caduta del castello di Tournoël, nei pressi di Riom, l'Alvernia era divenuta, per la quasi totalità, una proprietà del re di Francia.
Da quell'anno la contea d'Alvernia indipendente dal re di Francia fu ridotta ad una piccola porzione, attorno alla sua capitale, Vic-le-Comte, mentre Clermont fu governata dal vescovo (il fratello di Guido, Roberto) e circa 120 feudi furono annessi al regno di Francia. Infatti da allora (fino al tardo Seicento) la regione fu divisa tra i Conti d'Alvernia, i Delfini d'Alvernia e i vescovi di Clermont oltre appunto alla "Terra Reale" d'Alvernia (poi passata ai Duchi d'Alvernia).
Guido morì nel 1222 e fu inumato nell'abbazia di Bouschet-Vauluisant; sulla contea di ridotte dimensioni gli succedette il figlio primogenito, Guglielmo.

## Matrimonio e discendenza
Guido, nel 1180, aveva sposato Petronilla di Chambon o Cambonia che la Chronica Albrici Monachi Trium Fontium la cita come Cambonian sorellastra (soror abbatis Radulfi) dell'abate dell'Abbazia di Clairvaux, Rodolfo (Raoul de Pinis o di la Roche-Aymon) ed era l'unica figlia del signore di Chambon, Amelio III e della moglie, Dalmazia, figlia di Guglielmo, nobile dell'Alvernia; la quale Dalmazia, vedova del primo marito Amelio, sposò in seconde nozze, Eustorgio di Roche-Aimon (Eustorgius de Rupe), a cui diede Rodolfo (domnum abbatem Radulfum [abbatem Clarevallensem]); Petronilla, dopo essere rimasta vedova richiese al signore di Borbone, che amministrava i feudi che erano stati parte della contea d'Alvernia quanto le spettava dal testamento del marito, ma Arcimbaldo VIII di Borbone, che era succeduto al padre, Guido di Dampierre, nella gestione dell'Alvernia, glielo rifiutò, ma per l'interessamento del re di Francia, Luigi IX il Santo, ottenne un indennizzo e la città di Auzances; Peronella (Cambonia) morì dopo il 1232, in quanto nel giugno di quell'anno, secondo il documento n° 2193 delle Layettes du trésor des chartes : de l'année 1224 à l'année 1246, la contessa (C. comitissa Alvernie) fece una donazione al monastero di Port-Sainte-Marie in Alvernia(domui Portus Sancte Marie, Cartusiensis ordinis).
Guido da Petronilla ebbe otto figli:
- Guglielmo[30] († 1222), conte d'Alvernia[35]
- Ugo[21] († dopo il 1232), citato come vescovo di Clermont nel testamento, datato 1232, dello zio Roberto, (nepotem nostrum Hugonem episcopum Claromontensem et Guidonem fratrem eius archidiaconum Lugdunensem)[36]
- Guido[21] († dopo il 1232), citato come arcidiacono di Lione nel testamento, datato 1232, dello zio Roberto, (nepotem nostrum Hugonem episcopum Claromontensem et Guidonem fratrem eius archidiaconum Lugdunensem)[36]
- Elisa o Alice († dopo il 1250), che sposò Raimondo IV, visconte di Turenna[37]
- Ermengarda († 1225), che sposò Guido IV, Conte de Forez[38]
- Margherita († dopo il 1263), che sposò Ercole I, Signore di Montlaur
- una figlia, citata, come suora, nel testamento del fratello Guglielmo[39]
- una figlia, citata come moglie di Guglielmo di Ussone, nel testamento del fratello Guglielmo[39].

## Ascendenza
|                           |                    |                         | Genitori                |  |  | Nonni |  |  | Bisnonni                |  |  | Trisnonni             |  |
|                           |                    |                         |                         |  |  |       |  |  | Guglielmo VI d'Alvernia |  |  | Roberto II d'Alvernia |  |
|                           |                    |                         |                         |  |  |       |  |  | Guglielmo VI d'Alvernia |  |  | Roberto II d'Alvernia |  |
|                           |                    | Giuditta di Melgueil    |                         |  |  |       |  |  | Guglielmo VI d'Alvernia |  |  |                       |  |
| Guglielmo VIII d'Alvernia |                    |                         |                         |  |  |       |  |  | Guglielmo VI d'Alvernia |  |  |                       |  |
|                           |                    | Emma d'Altavilla        | Guglielmo I di Sicilia  |  |  |       |  |  |                         |  |  |                       |  |
|                           |                    | Emma d'Altavilla        | Guglielmo I di Sicilia  |  |  |       |  |  |                         |  |  |                       |  |
|                           |                    | Emma d'Altavilla        | Giuditta d'Evreux       |  |  |       |  |  |                         |  |  |                       |  |
| Roberto IV d'Alvernia     |                    | Emma d'Altavilla        |                         |  |  |       |  |  |                         |  |  |                       |  |
|                           |                    | Guglielmo II di Nevers  | Rinaldo II di Nevers    |  |  |       |  |  |                         |  |  |                       |  |
|                           |                    | Guglielmo II di Nevers  | Rinaldo II di Nevers    |  |  |       |  |  |                         |  |  |                       |  |
|                           |                    | Guglielmo II di Nevers  | Agnese di Beaugency     |  |  |       |  |  |                         |  |  |                       |  |
| Anna di Nevers            |                    | Guglielmo II di Nevers  |                         |  |  |       |  |  |                         |  |  |                       |  |
|                           |                    | Adelaide                | …                       |  |  |       |  |  |                         |  |  |                       |  |
|                           |                    | Adelaide                | …                       |  |  |       |  |  |                         |  |  |                       |  |
|                           |                    | Adelaide                | …                       |  |  |       |  |  |                         |  |  |                       |  |
| Guido II d'Alvernia       |                    | Adelaide                |                         |  |  |       |  |  |                         |  |  |                       |  |
|                           | Ugo II di Borgogna | Oddone I di Borgogna    |                         |  |  |       |  |  |                         |  |  |                       |  |
|                           | Ugo II di Borgogna | Oddone I di Borgogna    |                         |  |  |       |  |  |                         |  |  |                       |  |
|                           | Ugo II di Borgogna | Sibilla di Borgogna     |                         |  |  |       |  |  |                         |  |  |                       |  |
| Oddone II di Borgogna     | Ugo II di Borgogna |                         |                         |  |  |       |  |  |                         |  |  |                       |  |
|                           |                    | Matilda di Mayenne      | Bosone I di Turenna     |  |  |       |  |  |                         |  |  |                       |  |
|                           |                    | Matilda di Mayenne      | Bosone I di Turenna     |  |  |       |  |  |                         |  |  |                       |  |
|                           |                    | Matilda di Mayenne      | …                       |  |  |       |  |  |                         |  |  |                       |  |
| Matilde di Borgogna       |                    | Matilda di Mayenne      |                         |  |  |       |  |  |                         |  |  |                       |  |
|                           |                    | Tebaldo II di Champagne | Stefano II di Blois     |  |  |       |  |  |                         |  |  |                       |  |
|                           |                    | Tebaldo II di Champagne | Stefano II di Blois     |  |  |       |  |  |                         |  |  |                       |  |
|                           |                    | Tebaldo II di Champagne | Adele d'Inghilterra     |  |  |       |  |  |                         |  |  |                       |  |
| Maria di Blois            |                    | Tebaldo II di Champagne |                         |  |  |       |  |  |                         |  |  |                       |  |
|                           |                    | Matilde di Carinzia     | Enghelberto II d'Istria |  |  |       |  |  |                         |  |  |                       |  |
|                           |                    | Matilde di Carinzia     | Enghelberto II d'Istria |  |  |       |  |  |                         |  |  |                       |  |
|                           |                    | Matilde di Carinzia     | Uta di Passau           |  |  |       |  |  |                         |  |  |                       |  |
|                           |                    | Matilde di Carinzia     |                         |  |  |       |  |  |                         |  |  |                       |  |

### Fonti primarie
- (LA)  Baluze, Preuves de l'Histoire généalogique de la maison d'Auvergne, tome 2.
- (LA)  Preuves de l'Histoire généalogique de la maison d'Auvergne.
- (LA)  Monumenta Germaniae Historica, Scriptores, tomus XXIII.
- (LA)  Justel, Histoire généalogique de la maison d'Auvergne.
- (LA)  Chroniques de Saint-Martial de Limoges.
- (LA)  Baluze, Preuves de l'Histoire généalogique de la maison d'Auvergne, tome 1.
- (LA)  Monumenta Germaniae Historica, Scriptores, tomus V.
- (LA)  Historia rerum in partibus transmarinis gestarum.
- (LA)  Layettes du trésor des chartes : de l'année 1224 à l'année 1246.
- (LA)  Obituarium Lugdunensis ecclesiæ.

### Letteratura storiografica
- Frederick Maurice Powicke, I regni di Filippo Augusto e Luigi VIII di Francia, cap. XIX, vol. V (Il trionfo del papato e lo sviluppo comunale) della Storia del mondo medievale, 1999, pp. 776–828
- (FR)  Justel, Histoire généalogique de la maison d'Auvergne.
- (FR)  Baluze, Histoire généalogique de la maison d'Auvergne, tome 1.